# Nessonvaux
Nessonvaux (wa. Nessonvå) – dzielnica (section) gminy Trooz w Belgii, w Regionie Walońskim, w prowincji Liège, w okręgu Liège. 1 stycznia 2020 roku liczyła 934 mieszkańców. Do 31 grudnia 1976 r. samodzielna gmina. 

## Demografia
Liczba mieszkańców, stan na 1 stycznia:
| Rok                | 1930 | 1947 | 1961 | 2020 |
| ------------------ | ---- | ---- | ---- | ---- |
| Liczba mieszkańców | 1155 | 1047 | 1039 | 934  |